# گیلگمش (اپرای نورگارد)
گیلگمش اپرایی است که در سال ۱۹۷۲ توسط پر نورگارد منتشر شد. اولین بار در ۴ مه ۱۹۷۳ در آرهوس اجرا شد. این اپرا در سال ۱۹۷۴ جایزه موسیقی شورای نوردیک را دریافت کرد.